# Stowarzyszenie Pomocy Dzieciom i Młodzieży „Dom Aniołów Stróżów”
Stowarzyszenie Pomocy Dzieciom i Młodzieży „Dom Aniołów Stróżów” – stowarzyszenie prowadzące działalność pożytku publicznego na rzecz dzieci i młodzieży z trudnych środowisk oraz osób niedostosowanych społecznie, a także dla ich rodzin z siedzibą w Katowicach przy ulicy Andrzeja 12a.

## Historia
Początki stowarzyszenia sięgają 1991 roku, prowadząc działalność uliczną w katowickim Śródmieściu, głównie na dworcu kolejowym. Wolontariusze otoczyli opieką przede wszystkim dzieci i młodzież bezdomną, zaniedbaną i wąchającą klej. W 1994 roku stowarzyszenie znalazło siedzibę w zniszczonym domu przy ulicy Andrzeja. Rok później powstał tam ośrodek dziennego pobytu pomagający dzieciom i młodzieży w codziennych problemach. Nazwany został „Domem Aniołów Stróżów” i realizowano w nim program resocjalizacyjno-wychowawczy „Być”. 
W 1999 roku uruchomiono punkt pracowników ulicznych w katowickim Załężu, a w roku 2001 otwarło świetlice terapeutyczne w Śródmieściu i Załężu. 26 kwietnia 2001 roku zarejestrowano Stowarzyszenie Pomocy Dzieciom i Młodzieży „Dom Aniołów Stróżów”, a jego prezesem została Monika Bajka. Założycielem stowarzyszenia był natomiast Adrian Kowalski.
W 2004 roku Dom Aniołów Stróżów otrzymał wyróżnienie, a w 2011 roku nagrodę główną kapituły Pro Publico Bono.
W 2015 roku stowarzyszenie w Chorzowie-Batorym otwarło Anielski Klub Rozwoju Dzieci i Młodzieży, a w partnerstwie z Miejskim Domem Kultury „Batory” powołano w 2016 roku poradnię rodzinną. Powstał także klub aktywności dzieci i młodzieży w Sosnowcu.

## Działalność

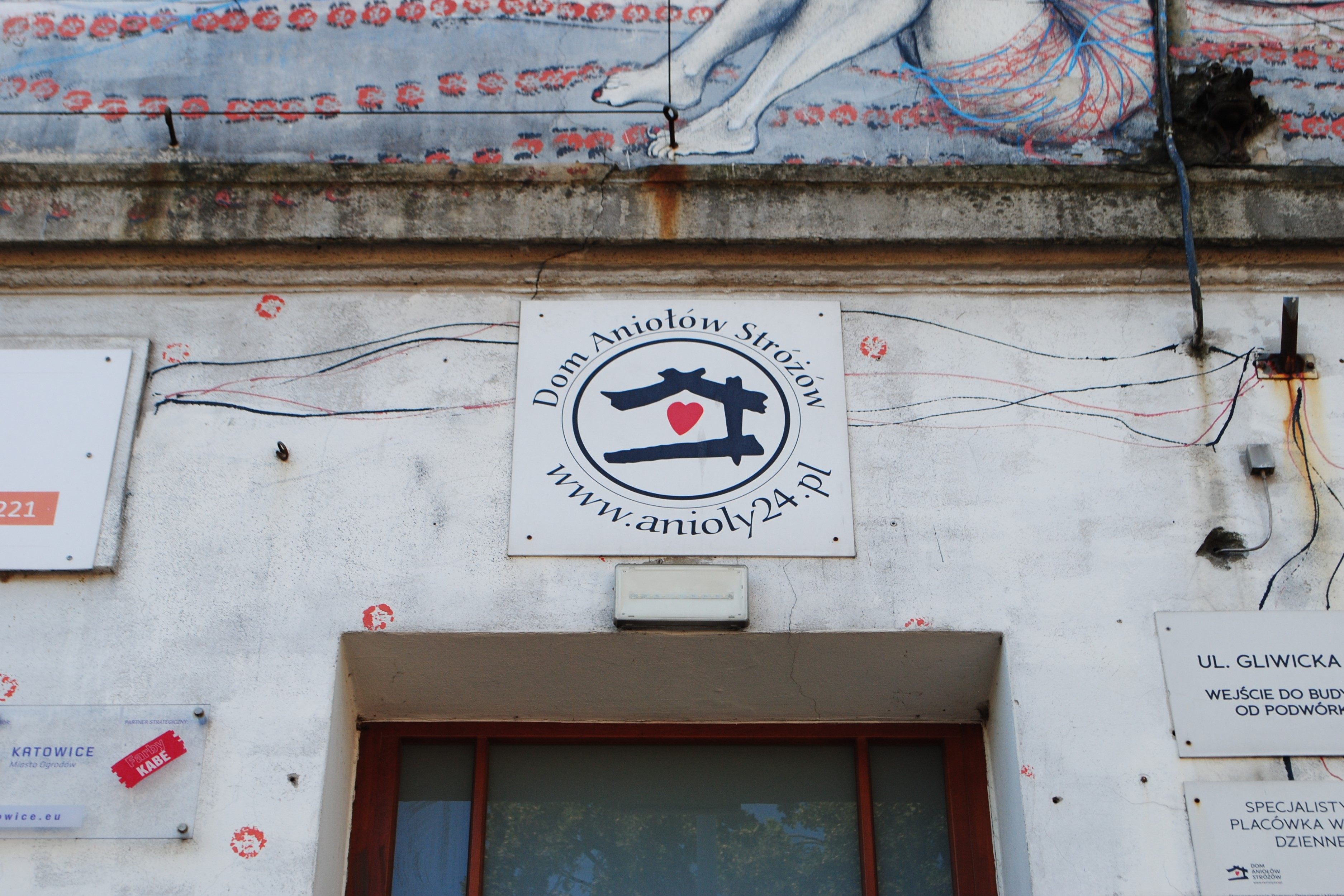
Logo stowarzyszenia nad wejściem do budynku przy ulicy Gliwickiej 148

Stowarzyszenie Pomocy Dzieciom i Młodzieży „Dom Aniołów Stróżów”  ma na celu zapewnienie równego startu w dorosłość dzieciom i młodzieży pochodzących z trudnych środowisk, a także oferowanie pomocy wszystkim grupom wiekowym, wspierając całe rodziny. Pod opieką stowarzyszenia w świetlicach i klubach objętych jest około 130 dzieci w wieku od 2,5 do 19 lat, a w programach ulicznych około 600 dzieci rocznie.
Stowarzyszenie tworzy zespół wychowawców, psychologów, pedagogów, psychoterapeutów i innych specjalistów, których pracę rocznie wspomaga około 300 wolontariuszy rocznie. Działają oni m.in. na ulicach, boiskach i w placówkach oświatowych.
Organizacja ta prowadzi na terenie województwa śląskiego osiem świetlic, klubów malucha oraz rozwoju dzieci i młodzieży, a także programy uliczne i poradnię rodzinną. W Katowicach przy ulicy Gliwickiej 148 znajdują się świetlice terapeutyczne, klub młodzieżowy i jest placówką pracy ulicznej, przy ulicy Gliwickiej 182 działa centrum wspierania rodzin, przy ulicy Stefana Batorego 6 w Chorzowie klub rozwoju dzieci i młodzieży, centrum wspierania rodzin oraz placówka wsparcia dziennego w formie pracy wychowawców podwórkowych, a przy ulicy Czołgistów 5 w Sosnowcu placówka wsparcia dziennego w formie opiekuńczej z elementami pracy ulicznej.
Siedziba stowarzyszenia „Dom Aniołów Stróżów” znajduje się przy ulicy Andrzeja 12a w Katowicach, na terenie dzielnicy Śródmieście.